# Ixtapa (comune)
Ixtapa è un comune messicano, nello stato del Chiapas. Conta 28 999 abitanti secondo le stime del censimento del 2020.
Dal 1983, in seguito alla divisione del Sistema de Planeación, è ubicata nella regione economica I: CENTRO.

## Toponimia
L'antica parola Ixtapa significa "posto dell'acqua salata" dal náhuatl istatl: sale; atl: acqua e pan: posto.